# کوینتلپرو
کو اینتل پرو (انگلیسی: COINTELPRO؛ سرنامی برای COunter INTELligence PROgram به معنای برنامهٔ ضداطلاعات) رشته پروژه‌های مخفی، و گاه غیرقانونی انجام‌شده توسط اف‌بی‌آی آمریکا با هدف پاییدن، نفوذ، بی‌اعتبارسازی و اخلال در سازمان‌های سیاسی داخلی بود.
کو اینتل پرو که فشرده‌شدۀ کلمات Counter Intelligent Program به معنی برنامۀ ضد جاسوسی است که پلیس فدرال آمریکا برای خنثی‌سازی، تخریب، تضعیف و بی‌اعتبار کردن سازمان‌های سیاسی مخالف و تندرو، آن را طراحی کرده بود. هرچند که عملیات مخفی بسیاری در طول تاریخ توسط پلیس فدرال آمریکا انجام شده است، اما بین سال‌های ۱۹۵۶ تا سال ۱۹۷۱ عملیات ضد جاسوسی کو اینتل پرو فقط علیه گروه‌های سیاسی مخالفان داخلی به کار گرفته شد. کو اینتل پرو برنامه‌ای بود که توسط اف‌بی‌آی آمریکا طراحی شد و گروه‌های بی‌شماری در دنیای امروز از روش‌های آن‌ها برای بی‌اعتبار نمودن گروه‌های مخالف استفاده کرده و می‌کنند.

## تاریخچه
در اوایل سال ۵۰، حزب کمونیست در آمریکا ممنوع اعلام شد. کنگره و مجلس، هر دو کمیته‌های تحقیقاتی تشکیل داده تا کمونیست‌ها را در اذهان عمومی رسوا کنند. ریاست کمیتۀ فعالیت‌های غیر آمریکایی، و زیر کمیتۀ امنیت داخلی سنا به وسیلۀ سناتور جوزف مک‌کارتی رهبری می‌شد.
زمانی که دو دادگاه عالی آمریکا در سال ۱۹۵۶–۱۹۵۷ این‌گونه بازجویی‌ها را غیرقانونی و بر خلاف قوانین اساسی اعلام کردند، جواب پلیس فدرال آمریکا به این احکام دادگاه‌های عالی کو اینتل پرو بود. برنامه‌ای توسط پلیس فدرال آمریکا که ریاست آن را جی ادگار هوور J. Edgar Hoover به عهده داشت طراحی شد، تا بتوان به‌وسیلۀ آن کسانی را که نمی‌توان محاکمه کرد، خنثی نمود. در میان همین سال‌ها بود که برنامه‌های شبیه به آن برای خنثی‌سازی حرکت‌های حقوق مدنی، ضد جنگ و غیره طراحی شد، که البته این حرکت‌ها بنا به گفتۀ جی. ادگار هوور رئیس وقت و طولانی‌مدت پلیس فدرال آمریکا، راهگشای کمونیست‌ها بودند. جی. ادگار هوور در یکی از نطق‌های تاریخی خود می‌گوید:
نیروهایی که بیش از همه سعی در تضعیف امنیت داخلی ما را دارند به سادگی هویدا نمی‌شوند، کمونیست‌ها در فریب و مخفی‌کاری تعلیم داده شده‌اند، که آن‌ها را به روزی هدایت کند که بتوانند راه و روش زندگی آمریکایی ما را با دیکتاتوری کمونیستی عوض کنند.
آن‌ها زیرکانه خود را تحت پوشش گروه‌های مختلفی مانند گروه‌های صلح‌طلب، آزادی‌خواه و غیره، مخفی کرده‌اند تا به مقاصد شیطانی خود دست یابند. هر چند آن‌ها را نمی‌توان به صورت فردی تشخیص داد، اما خط مشی حزب کمونیست مشخص است. اولین مهم آن‌ها پیشبرد اهداف اتحاد جماهیر شوروی [سابق] کمونیست بی‌خدا است. بسیار مهم است که دشمنان روش زندگی آمریکایی را بشناسیم.
پلیس فدرال آمریکا بیش از ۲۰۰۰ عملیات کو اینتل پرو را اجرا کرد. سرانجام در آوریل سال ۱۹۷۱ پس از افشاء این عملیات رسماً متوقف شد.

## شواهد و مدارک
مدارک عملیات کو اینتل پرو اکثراً شامل نامه‌نگاری‌های ادارۀ محلی پلیس فدرال با ادارۀ مرکزی بوده که در این نامه‌نگاری‌ها چگونگی توطئه‌ها برای ادارۀ محلی تشریح شده است و اداره محلی هم آن‌ها را اجرا و موفقیت یا عدم موفقیت آن‌ها را متقابلاً به ادارۀ مرکزی گزارش می‌داده است.

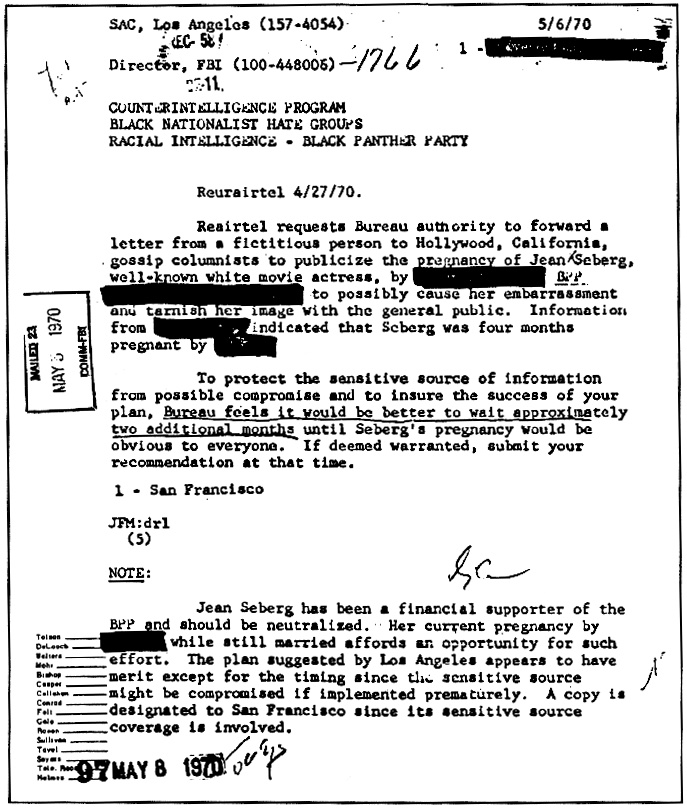
پیشنهاد یک برنامه برای مطرح کردن حامله بودن بازیگر معروف جین سیبرگ حامی مالی حزب پلنگ سیاه

در زیر شروع نامه‌نگاری برنن با سالیوان، برای خنثی نمودن گروه چپ دیده می‌شود. 
سی دی برنن به دبلیو سی سالیوان، ۹ می ۱۹۶۸

ملت ما توسط افرادی به دوره‌ای از اختلالات و خشونت‌هایی وارد می‌شود که عاملین اصلی آن‌ها به گروه چپ جدید وابسته هستند. بعضی از این فعالان، اصرار در انقلاب داشته و شکست ما را در ویتنام اعلام کرده‌اند. آن‌ها دائماً و به غلط به افراد پلیس تهمت خشونت زده‌اند و از انجام کارهای غیرقانونی که آن‌ها را به اهداف خود نزدیک می‌کند، رویگردان نیستند. گروه چپ، هر از چند گاهی خصمانه و ناسزاگویانه به رئیس و سازمان حمله می‌کنند تا از تحقیقات ما راجع به آن‌ها جلوگیری به عمل بیاورند و ما را از محیط دانشگاه بیرون برانند. باید در نظر باشد تا روش ضد جاسوسی طرح و خنثی‌سازی اعضای کلیدی گروه چپ را مد نظر قرار دهیم. اعضای کلیدی در واقع نیروی‌های پیش‌برندۀ گروه هستند و اعم تحقیقات ما بر روی آن‌ها است.
درخواست مذکور تحلیل شده و جواب آمده است که:
روش‌های ضد جاسوسی پیشنهادی ذیل می‌تواند به وسیلۀ تمامی ادارات عملیاتی به اجرا گذارده شود.
1. اعلامیه‌هایی طراحی شود که عمدتاً دانشجویان جامعۀ دمکراتیک و دیگر گروه‌های اقلیت را که نمایندۀ اکثر دانشجویان هستند، خنثی نماید. اعلامیه باید عکس رهبر چپ جدید آن دانشگاه را دربرداشته باشد. طبیعتأ نفرت‌انگیزترین عکس او باید چاپ شود.
2. باید از اختلافات بین رهبران چپ جدید استفاده کرد.
3. باید شایعه نمود که بعضی از رهبران چپ جدید عاملان دستگاه‌های امنیتی هستند.
4. باید از روزنامۀ دانشگاه یا روزنامه‌های مخفی برای منحرف جلوه دادن رهبران چپ جدید استفاده نمود. در رابطه با این موضوع، باید در روزنامه مقاله‌ای نوشت مبنی بر این‌که رهبران چپ جدید استفاده از مواد مخدر و سکس را تبلیغ کرده‌اند و این روزنامه‌ها را برای اولیای دانشگاه، والدین دانشجویان عضو و ثروتمندانی که به آن‌ها کمک مالی می‌کنند فرستاد.
5. با توجه به اینکه اکثر آن‌ها از ماریجوانا و دیگر مخدرات استفاده می‌کنند، باید فرصت را مغتنم شمرد و آن‌ها را به‌وسیلۀ پلیس محلی دستگیر نمود.
6. باید نامه‌هایی با اسم مستعار از فعالیت دانشجویان عضو چپ جدید به اولیا، همسایگان و رؤسای والدین آن‌ها فرستاد.
7. هرگاه که چپ جدید دانشگاه را به هم می‌ریزند، باید از روزنامه‌ها استفاده نمود و عقیده عده‌ای را مبنی بر مخالفت با این امر چاپ کرد و ضمناً باید این مسئله ذکر شود که آن‌ها از طرف اکثریت دانشجویان صحبت نکرده‌اند و تقاضای رفراندوم شود.
8. از مخالفت آن‌ها با دیگر گروه‌ها حداکثر استفاده به عمل آید.
9. طبق گزارش ادارۀ محلی گروه چپ جدید در نظر دارد در نزدیکی پایگاه ارتش کافی‌شاپی را دایر نماید تا ارتشی‌هایی را که به آنجا می‌روند را به عضویت خود درآورد. هر کجا که چنین کافی‌شاپی دایر شود، باید به رسانه‌های دوست خبر داد، به‌علاوه در چنین مکان‌هایی اکثراً مواد مخدر و ماریجوانا یافت می‌شود، بنابراین باید سریعاً پلیس محلی را در جریان قرار داد.
10. از کارتون، عکس و نامه‌های مستعار برای مسخره کردن چپ جدید استفاده شود. مسخره کردن یکی از موثرترین اسلحه‌های ما علیه آن‌ها است.
11. می‌توان با استفاده از موقعیت و پراکندن اطلاعات غلط از فعالیت‌های آن‌ها جلوگیری به عمل آورد. به عنوان مثال در مورد تجمع‌هایی که تدارک دیده‌اند می‌توان اعضا را از خبر به تعویق افتادن تجمع مطلع نمود.

از ریاست به تمامی ادارات عملیاتی ۵ ژوئیه ۱۰۶۸

## روش‌ها
1. خنثی نمودن رهبران گروه به وسیلۀ اشاعه دروغ و نحوۀ زندگی آن‌ها در روزنامه‌ها.
2. آگاه نمودن رؤسای اعضای گروه (کسانی که خارج از گروه آن‌ها را استخدام کرده بودند) و انتقاد از غیر آمریکایی بودن آن‌ها.
3. استفاده از تریبون آزاد روزنامه‌ها برای اشاعه دروغ راجع به اعضا.
4. از آمریکا اخراج نمودن کسانی که به این گروه‌ها کمک مالی می‌کردند، مانند زن ژاپنی جان لنون خوانندۀ سابق گروه بیتلز که کشته شد.
5. ایجاد درگیری با دیگر گروه‌ها
6. استفاده از روزنامه‌های زیرزمینی (مخفی).
7. بی‌اعتبار کردن گروه به‌وسیلۀ کاریکاتور

خطاکاری‌های پلیس شامل
1. حملات پلیس فدرال به مکان‌های سخنرانی‌ها، تعلیمات، مقالات و تجمع‌ها
2. دخالت در مسائل شخصی و اقتصادی افراد
3. سوءاستفاده از منابع دولتی
4. خصومت‌های حزب ثالث
5. نفاق‌افکنی
6. تبلیغات منفی
7. تهدید، اخاذی

## گروه‌های مورد هدف
1. حزب کمونیست ایالات متحده آمریکا
2. حزب کارگران سوسیالیست (ایالات متحده آمریکا)
3. گروه تنفر سفید
4. گروه سیاهان ناسیونالیست
5. گروه چپ جدید

## نظارت غیرقانونی
دولت اغلب نظارت مخفی شهروندان را بر اساس باورهای سیاسی خود انجام داده است، حتی زمانی که این باورها تهدیدی برای خشونت یا اعمال غیرقانونی از سوی یک قدرت خارجی خصمانه نبوده‌اند. دولت، عمدتاً از طریق کارآگاهان مخفی و محرمانه، بلکه با استفاده از سایر تکنیک‌ها مانند شنود، بازکردن ایمیل‌های مخفی اطلاعات گسترده‌ای را در مورد زندگی شخصی، دیدگاه‌ها و انجمن‌های شهروندان آمریکایی به دست آورده است. تحقیقات در مورد گروه‌هایی که به‌طور بالقوه خطرناک و حتی گروه‌هایی که مظنون به همکاری با سازمان‌های بالقوه خطرناک می‌شوند، به‌شدت تحت تأثیر قرار گرفته‌اند، اما واقعیت این است که این گروه‌ها فعالیت غیرقانونی نداشته‌اند و به مدت چندین دهه این تحقیقات ادامه داشت.
گروه‌ها و افراد به دلیل دیدگاه‌های سیاسی، اعتقادات اجتماعی و شیوۀ زندگی خود مورد تجاوز، سرکوب، آزار و اذیت قرار گرفته‌اند. تحقیقات بر پایۀ استانداردهای مبهم بوده است. اشتباهات، مضر و خشونت‌آمیز، از جمله تلاش‌های ناشناس برای ازدواج، از بین رفتن جلسات، محروم ساختن افراد از حرفه‌های خود، و تحریک گروه‌های هدف به رقابت‌هایی که ممکن است منجر به مرگ شود، مورد استفاده قرار گرفته است. سازمان‌های اطلاعاتی اهداف سیاسی و شخصی رئیس‌جمهور و مقامات عالی‌رتبۀ دیگر را به عهده دارند. در حالی که اغلب آژانس‌ها در پاسخ به فشار مقامات ارشد در شعبۀ اجرایی و کنگره مرتکب اشتباه شدند، گاهی اوقات فعالیت‌های نامناسب را آغاز کردند و سپس آن‌ها را از مقامات که مسئولیت اطلاع‌رسانی آن‌ها را پنهان می‌کردند، پنهان می‌کرد.

## افراد مشهور مورد هدف
رالف ابناتی، مومی ابو جمال، جیمز بالدوین، جودی بری، ه. رپ براون، استوکلی کارمایکل، کارتی کارتریج ،الریج کلیور، جف فورت، هاوارد بروس فرانکلین، فرد همپتون، تام هایدن، ارنست همینگوی، عببی هافمن، اریکا هوگینز، خوزه چا چا جیمنز، محمد کنیاتا، کلارک کر، مارتین لوتر کینگ جونیور، استنلی لویسون، ویولا لیوزو، مالکوم ایکس، هوی پ. نیوتن، فیلیبرتو اوجیدا ریوس، جان ترودل، ماریو ساویو، ژان سبرگ، اساتیس شاکور، موریس استارسکی